# La Libertad (Zamboanga del Norte)
La Libertad ist eine philippinische Stadtgemeinde in der Provinz Zamboanga del Norte. Sie hat 8406 Einwohner (Zensus 1. August 2015).

## Baranggays
La Libertad ist politisch in 13 Baranggays unterteilt.
- El Paraiso
- La Union
- La Victoria
- Mauswagon
- Mercedes
- New Argao
- New Bataan
- New Carcar
- Poblacion
- San Jose
- Santa Catalina
- Santa Cruz
- Singaran